# Švédsko na Letních olympijských hrách 2020
Švédsko na Letních olympijských hrách 2020 reprezentovalo 136 sportovců ve 22 sportech. Norští sportovci se od roku 1896 zúčastnili každých letních olympijských her s výjimkou letních olympijských her 1904, konaných v St. Louis.
Švédsko ziskem 3 zlatých medailí mělo nejvíce zlatých medailí od olympijských her 2004 v Aténách. Celkový počet 9 medailí však byl nižší než na předchozích 3 hrách. Diskaři Daniel Ståhl a Simon Pettersson, kteří vybojovali zlato a stříbro, zařídili první medailový atletický double na hrách od olympijských her 1948.

## Medailisté
| Medaile | Jméno | Sport     | Disciplína                 | Datum        |
| ------- | --- | --------- | -------------------------- | ------------ |
| Zlato   | Daniel Ståhl | Atletika  | Muži hod diskem            | 31. července |
| Zlato   | Armand Duplantis | Atletika  | Muži skok o tyči           | 3. srpna     |
| Zlato   | Malin Baryard-Johnssonová Henrik von Eckermann Peder Fredricson | Jezdectví | Parkurové skákání družstva | 7. srpna     |
| Stříbro | Simon Pettersson | Atletika  | Muži hod diskem            | 31. července |
| Stříbro | Sarah Sjöströmová | Plavání   | Ženy 50 m volný způsob     | 1. srpna     |
| Stříbro | Josefin Olssonová | Jachting  | Ženy laser radial          | 1. srpna     |
| Stříbro | Fredrik Bergström Anton Dahlberg | Jachting  | Muži 470                   | 4. srpna     |
| Stříbro | Peder Fredricson | Jezdectví | Muži parkurové skákání     | 4. srpna     |
| Stříbro | Švédská ženská fotbalová reprezentace - Hedvig Lindahlová - Jonna Anderssonová - Emma Kullbergová - Hanna Glasová - Hanna Bennisonová - Magdalena Erikssonová - Madelen Janogyová - Lina Hurtigová - Kosovare Asllaniová - Sofia Jakobssonová - Stina Blacksteniusová - Jennifer Falková - Amanda Ilestedtová - Nathalie Björnová - Olivia Schoughová - Filippa Angeldalová - Caroline Segerová - Fridolina Rolföová - Anna Anvegårdová - Julia Roddarová - Rebecka Blomqvistová - Zećira Mušovićová | Fotbal    | Ženský turnaj              | 6. srpna     |

## Účastníci
Počet účastníků v jednotlivých disciplínách
| Sport             | Muži | Ženy | Celkem |
| ----------------- | ---- | ---- | ------ |
| Lukostřelba       | 0    | 1    | 1      |
| Atletika          | 12   | 9    | 21     |
| Badminton         | 1    | 0    | 1      |
| Box               | 1    | 1    | 2      |
| Kanoistika        | 2    | 1    | 3      |
| Cyklistika        | 0    | 1    | 1      |
| Skoky do vody     | 0    | 1    | 1      |
| Jezdectví         | 4    | 8    | 12     |
| Fotbal            | 0    | 22   | 22     |
| Golf              | 2    | 2    | 4      |
| Gymnastika        | 1    | 1    | 2      |
| Házená            | 15   | 15   | 30     |
| Judo              | 3    | 1    | 4      |
| Veslování         | 0    | 1    | 1      |
| Jachting          | 5    | 4    | 9      |
| Sportovní střelba | 1    | 0    | 1      |
| Skateboarding     | 1    | 0    | 1      |
| Plavání           | 4    | 6    | 10     |
| Stolní tenis      | 3    | 2    | 5      |
| Tenis             | 0    | 1    | 1      |
| Vzpírání          | 0    | 1    | 1      |
| Zápas             | 1    | 2    | 3      |
| Celkem            | 56   | 80   | 136    |